# Aphirape gamas
Aphirape gamas är en spindelart som beskrevs av Galiano 1996. Aphirape gamas ingår i släktet Aphirape och familjen hoppspindlar. Inga underarter finns listade i Catalogue of Life.